# Acanthodactylus dumerilii
Acanthodactylus dumerilii (гребнепала ящірка Дюмеріля) — вид ящірок родини ящіркових (Lacertidae). Мешкає в Африці. Вид названий на честь французького зоолога Андре-Марі-Констана Дюмеріля.

## Поширення і екологія
Гребнепалі ящірки Дюмеріля мешкають в Сенегалі (на північ від Сен-Луї), на заході Мавританії, у внутрішніх районах Західної Сахари, на півдні Марокко, в центральному Алжирі, на півдні Тунісу та на північному заході Лівії (Триполітанія). Вони живуть в піщаних пустелях та на піщаних дюнах Сахари. Живляться дрібними комахами, риють нори в піску, відкладають яйця.